# Ламбриор, Александр
Алекса́ндр Ламбрио́р (рум. Alexandru Lambrior; 12 января 1845, Фэлтичени — 20 сентября 1883, Яссы) — румынский филолог и фольклорист.

## Биография
Александр Ламбриор родился 12 января 1845 года в городе Фэлтичени на северной окраине Молдавского княжества. Его отец, хлеботорговец Димитраки Ламбриор (рум. Dimitrachi Lambrior), умер в 1848 году, а мать, Маргиолица (рум. Marghiolița), урождённая Кумпэтэ (рум. Cumpătă), происходившая из семьи бояр невысокого ранга, — в 1850 году; сироту воспитали родственники. В 1860 году он окончил среднюю школу в Пьятра-Нямц.
Окончив литературный факультет Ясского университета, Ламбриор сразу после получения диплома последовательно работал на кафедрах литературы и истории этого университета, замещая профессоров при чтении лекций. В 1869—1872 годах он работал учителем и директором средней школы в Ботошани, а в 1872 году стал преподавателем истории Ясского военного училища. В 1875—1878 годах Ламбриор, получая стипендию от румынского государства, учился в Париже: в Парижском университете и в Практической школе высших исследований, где слушал лекции виднейших французских филологов и языковедов. Начиная с 1877 года, он публикует несколько статей по лингвистике и избирается членом Парижского лингвистического общества.
В результате Ламбриор стал первым румынским филологом, получившим серьёзное европейское образование. Вернувшись в Яссы, он работает профессором в Ясском военном училище и Национальном колледже в Яссах, а также преподаёт в нескольких частных школах. В 1882 году его избирают членом-корреспондентом Румынской академии.
В 1869 году Александр Ламбриор женился на Марии (рум. Maria), урождённой Чишман (рум. Cișman). У супругов родилось три сына.
20 сентября 1883 года Ламбриор умер в Яссах от туберкулёза. Похоронен на кладбище «Вечность» в Яссах.

## Научная деятельность
Статьи Ламбриора по истории румынского языка печатались в журналах «Romania», «Convorbiri Literare» и др. Он принимал участие в работах по совершенствованию румынской орфографии у румын и издал хрестоматию «Carte de cetire cu litere cirilice» (Яссы, 1882).
Известность среди филологов Ламбриор получил в 1873 году, когда опубликовал исследование о соотношении старого и современного румынского языка, в котором обсуждал, в частности, вопросы развития румынской научной терминологии.
Ламбриор выступал за то, чтобы литературный язык черпал свою выразительную силу из живой речи народа, и осуждал неоправданное использование неологизмов.
Александр Ламбриор внёс важный вклад в изучение румынского фольклора и языка, включая исследование его фонетики, морфологии, синтаксиса и орфографии. По своим лингвистическим взглядам был близок к младограмматикам.

## Публикации
- Lambrior, Alexandru. Carte de citire (Bucăţi scrise cu litere chirilice în diferite veacuri), cu o introducere asupra limbei romanesci. — Iaşi: Tipo-Litografia Buciumului Român, 1882.
- Lambrior, Alexandru. Gramatica română. Fonetica și morfologia / Într-o ediție îngrijită de Gh. Ghibănescu. — Iaşi, 1892.
- Lambrior, Alexandru. Studii de lingvistică şi folcloristică / Ediţie îngrijită şi studiu introductiv de I. Nuţă. — Iaşi: Editura Junimea, 1976. — 248 p.